# Палома Фејт
Палома Фејт Бломфилд (енгл. Paloma Faith Blomfield; Лондон, 21. јул 1981) енглеска је кантауторка и глумица препознатљива по свом јединственом, ексцентричном ретро стилу. 
Њен деби албум Do You Want the Truth or Something Beautiful? из 2009. добио је дупли платинасти тираж у Уједињеном краљевству. Синглови Stone Cold Sober и New York нашли су се на листи топ 20 хитова у Уједињеном краљевству.
Други албум Fall to Grace такође је добио дупли платинасти тираж и нашао се на другом месту листе најпродаванијих албума у Уједињеном краљевству.
Трећи албум A Perfect Contradiction објавила је 10. марта 2014. године.
Фејтова је такође имала мање улоге у филмовима Школа за младе даме, Маштаоница доктора Парнаса и Страх.
У августу 2016. Фејтова је објавила да је трудна са својим партнером, француским дизајнером Лејманом Ланшином. Такође је објавила нове вести о свом четвртом албуму, који ће се звати "The Architect" и бити објављен 2017. године.
У децембру 2016. Фејтова је родила своју ћерку Мејлу.

## Дискографија

### Студијски албуми
- Do You Want the Truth or Something Beautiful? (2009)
- Fall to Grace (2012)
- A Perfect Contradiction (2014)
- The Architect (2017)

### Синглови
- Stone Cold Sober (2009)
- New York (2009)
- Do You Want the Truth or Something Beautiful? (2009)
- Upside Down (2010)
- Smoke & Mirrors (2010)
- Picking Up the Pieces (2012)
- 30 Minute Love Affair (2012)
- Never Tear Us Apart (2012)
- Just Be (2012)
- Black & Blue (2013)
- Can't Rely on You (2014)
- Only Love Can Hurt Like This (2014)